# Schwechat (flod)

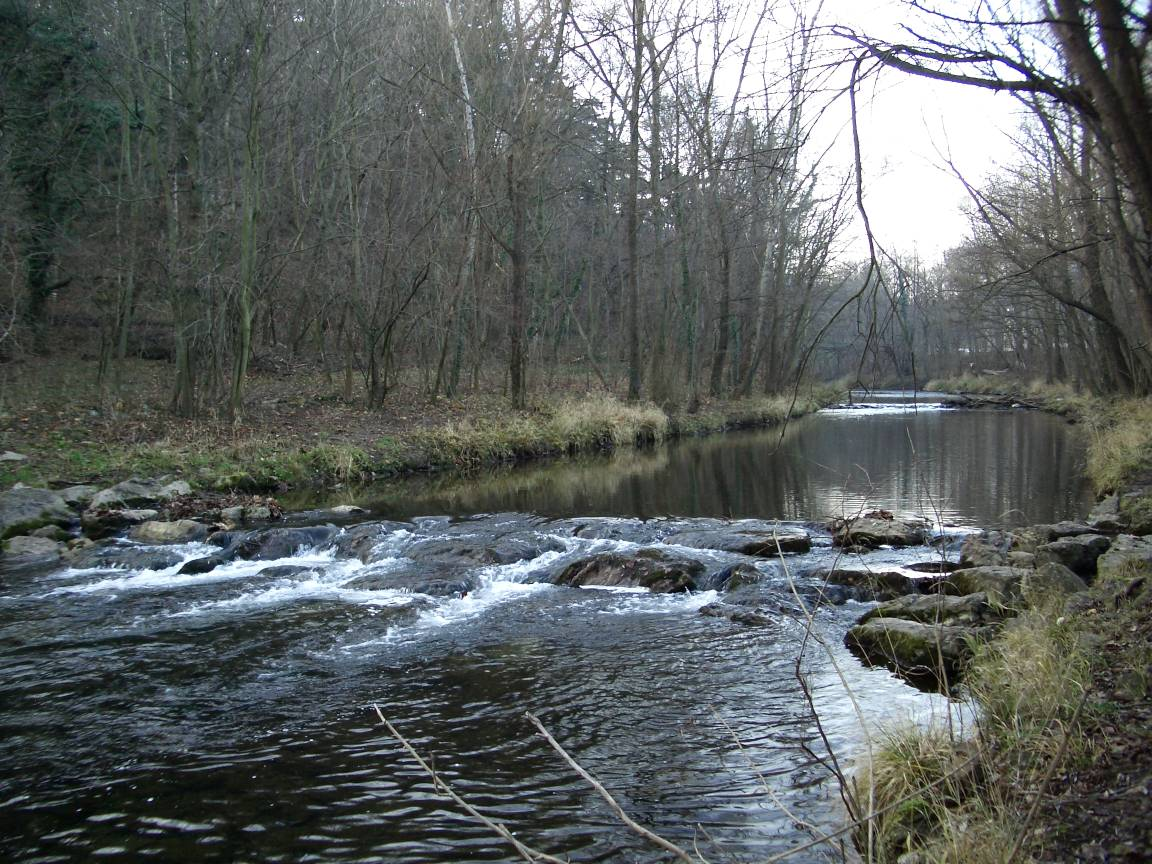
Schwechat i Helenendalen

Schwechat är en 62 km lång biflod till floden Donau i det österrikiska förbundslandet Niederösterreich. Medelvattenföringen är 7,9 m³/s vid Schwechat.
Schwechat bildas genom sammanflödet av flera små bäckar vid Klausen-Leopoldsdorf. Den rinner i sydostlig riktning genom Helenental till Baden, där den vänder mot nordost. Den tar upp biflödena Liesing och Triesting innan den mynnar i Donau öster om staden Schwechat. 
Vid floden ligger städerna Baden och Schwechat.